# Chemischer Transport

Beispiel für chemische Transportreaktionen

Das Phänomen des chemischen Transports (chemische Transportreaktion) beruht auf einer chemischen Gleichgewichtsreaktion, bei der mindestens zwei gasförmige Komponenten, das sogenannte Transportmittel und der Gasphasenkomplex, sowie eine feste oder flüssige Komponente (der zu transportierende Stoff) beteiligt sind. Wenn das Gleichgewicht nicht „extrem“ liegt, das heißt, wenn man durch moderate Temperaturveränderung die Richtung der chemischen Reaktion ändern kann, lassen sich in speziellen Gefäßen, die zwei verschieden temperierte Zonen enthalten (Transportgefäße), Stoffe weit unterhalb ihres Siedepunktes oder Sublimationspunktes über die Gasphase von einer Zone in die andere transportieren.
Der chemische Transport wurde in den 1950er Jahren von Harald Schäfer (Universität Münster) zunächst als Methode zur Kristallsynthese und Kristallzüchtung eingeführt und in diesem Zusammenhang theoretisch behandelt.

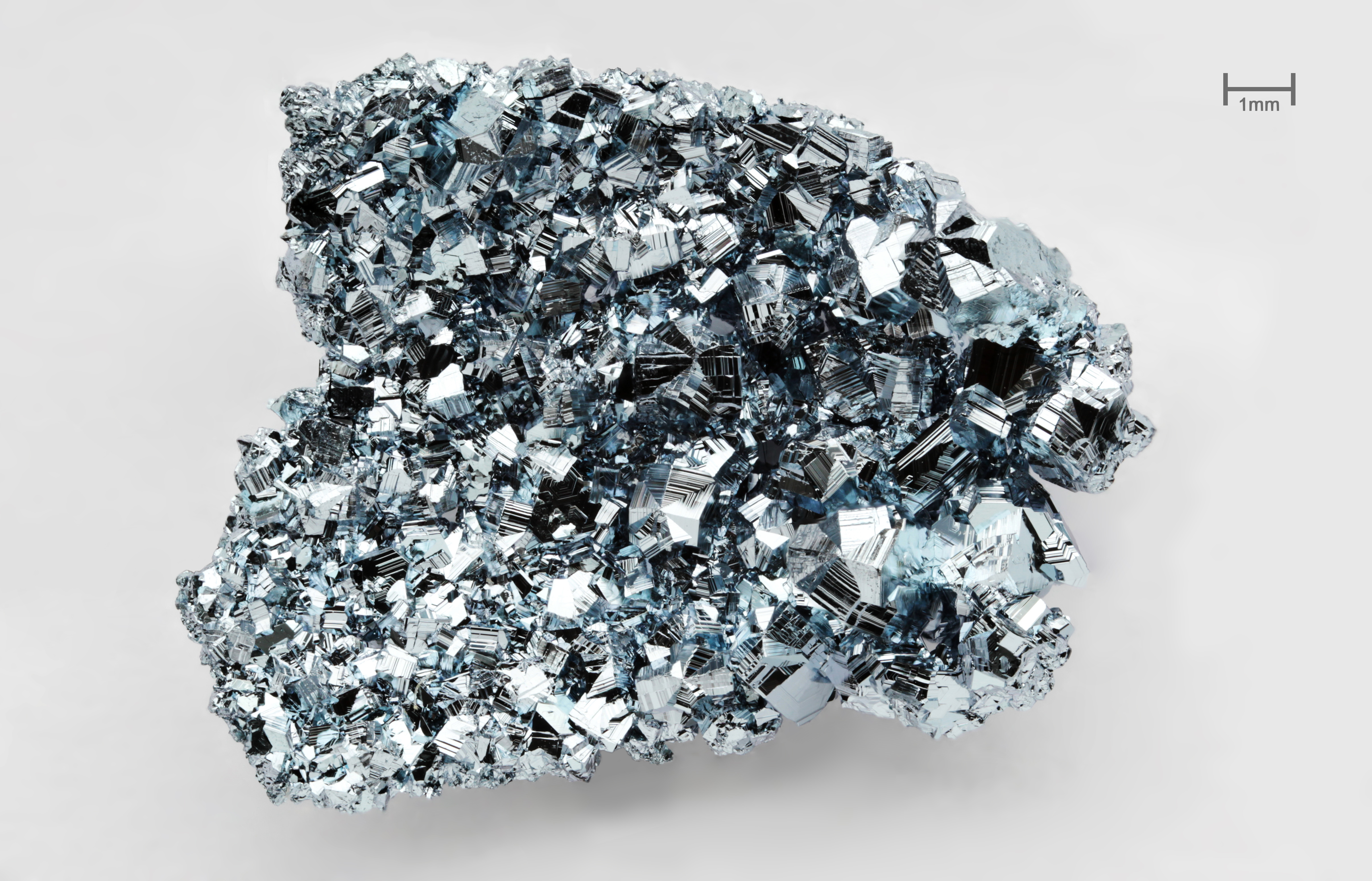
Osmium, gereinigt über eine chemische Transportreaktion im Chlorgas

## Anwendungen
- Metallreinigung und Materialbeschichtung: Van-Arkel-de-Boer-Verfahren, Mond-Verfahren
- Halogenlampen
- CVD-Verfahren